# علم حضوری
علم حضوری، به علمی گفته می‌شود که بدون واسطه شدن تصاویر و مفاهیم ذهنی، حاصل شود، یعنی عالم (صاحب معرفت)، خودِ واقعیتِ معلوم را نزد خودش بیابد. علم ما به احساس ترس، درد و گرسنگی خود (هنگامی که این حالات را داریم) از همین نوع معرفت است؛ یعنی خود احساس ترس، درد و گرسنگی را بدون هیچ واسطه‌ای در نزد خود می‌یابیم و درک می‌کنیم.
از این علم با عناوینی چون علم اشراقی، علم بی‌واسطه و علم وجودی نیز تعبیر شده است. در برابر علم حضوری، علم حصولی است.

## تعریف
در این نوع علم، شئ خارجی مستقیماً مورد ادراک فرد ادراک‌کننده قرار می‌گیرد. به بیان دیگر عین خارجی، خودش مورد ادراک قرار می‌گیرد. در علم حضوری، موضوعات ذهنی و عینی اموری واحدند. علم حضوری عبارت است از شناخت چیزی بدون واسطه یا شناخت چیزی بدون واسطهٔ حکایت کننده. برای نمونه هنگامی که انسان شاد است، آگاهی از این شادی بدون تصویر ذهنی است و در واقع بی‌واسطه و مستقیم است. این نوع از آگاهی را که در آن خودِ واقعیّتِ درک شده نزد ادراک‌کننده حضور دارد و واسطه و حائلی میان عالم و معلوم (مُدرِک و مُدرَک) نیست، «حضوری» می‌گویند. تقسیم علم به حضوری و حصولی، یک تقسیم عقلی است و به فیلسوفان اسلامی اختصاص دارد.

## تاریخچه
علم حضوری یکی از مبانی معرفت‌شناسی و از مفاهیم پایه‌ای در فلسفه اسلامی است. منطق‌دانان نخست در تقسیم علم به حصولی و حضوری از این نوع علم سخن گفته‌اند. البته در مباحث هستی‌شناسی علم، علم‌النفس فلسفی و الهیات به معنای اخص نیز این تعبیر به کار رفته است. نخستین بار مفهوم ادراک حضوری البته نه خود این اصطلاح، نزد نوافلاطونیانی چون فلوطین و پروکلس مطرح شد. جان لاک، فیلسوف انگلیسی از علم درونی سخن می‌گوید که بر علم حضوری انطباق دارد. در فلسفه اسلامی، ابن سینا نخستین کسی است که مفهوم علم حضوری در سخن گفتن علم شئ به ذات خود مطرح کرده است. این اصطلاح نزد سهروردی مفهوم گسترده‌تری پیدا کرده و مراتبی برای علم حضوری بیان می‌کند.

## متعلقات علم حضوری
متعلق علم حضوری شامل این موارد است:
- علم و آگاهی هر کس از خودش
- علم و آگاهی نفس از حالات روانی، احساسی و عاطفی خود
- علم و آگاهی نفس به نیروهای ادراکی، مانند نیروی تفکر و تخیل
- علم و آگاهی نفس به صورت‌ها و مفاهیم ذهنی[۶]

## تفاوت علم حضوری با علم حصولی
تفاوت‌های علم حضوری با علم حصولی عبارت‌اند از:
1. علم حضوری مربوط به شناخت قلبی است؛ امّا علم حصولی مربوط به شناخت عقلی است.
2. علم حضوری علم به وجود شئ است؛ امّا علم حصولی علم به ماهیت شئ است.
3. در علم حضوری واسطه‌ای بین عالم و معلوم وجود ندارد و معلوم نزد عالم حاضر است ولی علم حصولی به‌وسیلهٔ حصول صورت در ذهن حاصل می‌شود و بین عالم و معلوم واسطه وجود دارد.
4. در علم حضوری وجود علمی معلوم عین وجود عینی آن است، در حالی که در علم حصولی وجود علمی معلوم غیر از وجود عینی آن است.
5. علم حصولی برخلاف علم حضوری به تصور و تصدیق تقسیم می‌شود.
6. علم حصولی برخلاف علم حضوری به درست و نادرست متصف می‌شود.
7. علم حضوری ملاک برای عدم خطای علم حصولی است.[۷]

همچنین علم حصولی بر سه قسمت است:
1. صورت شئ که به‌واسطهٔ حس درک می‌شود، مانند ادراک اشیاء اطراف خود، علم‌الیقین است.
2. صورت شئ که به‌واسطهٔ دیدار مستقیم از آنچه که در فکر ماست، عین‌الیقین است.
3. مفهوم شئ که به‌واسطهٔ عقل درک می‌شود، مانند ادراک مفاهیم نفس و اشیاء اطراف خود، حق‌الیقین است.

## انتقادات
به باور فلاسفه و صاحب‌نظران منشأ همهٔ علوم و معرفت‌های انسان تجربه و علم حصولی است و در واقعیت چیزی به نام علم حضوری وجود ندارد. فلاسفه علم حضوری را رد می‌کنند و بر علم حصولی تأکید می‌ورزند؛ چرا که معتقدند علم انسان حتماً باید در قالب حکم و قضیه باشد. به تعبیر دیگر انسان نمی‌تواند علمی داشته باشد که در آن ارتباط مفاهیم لحاظ نشده باشد.